# Vaterpolo klub Budva

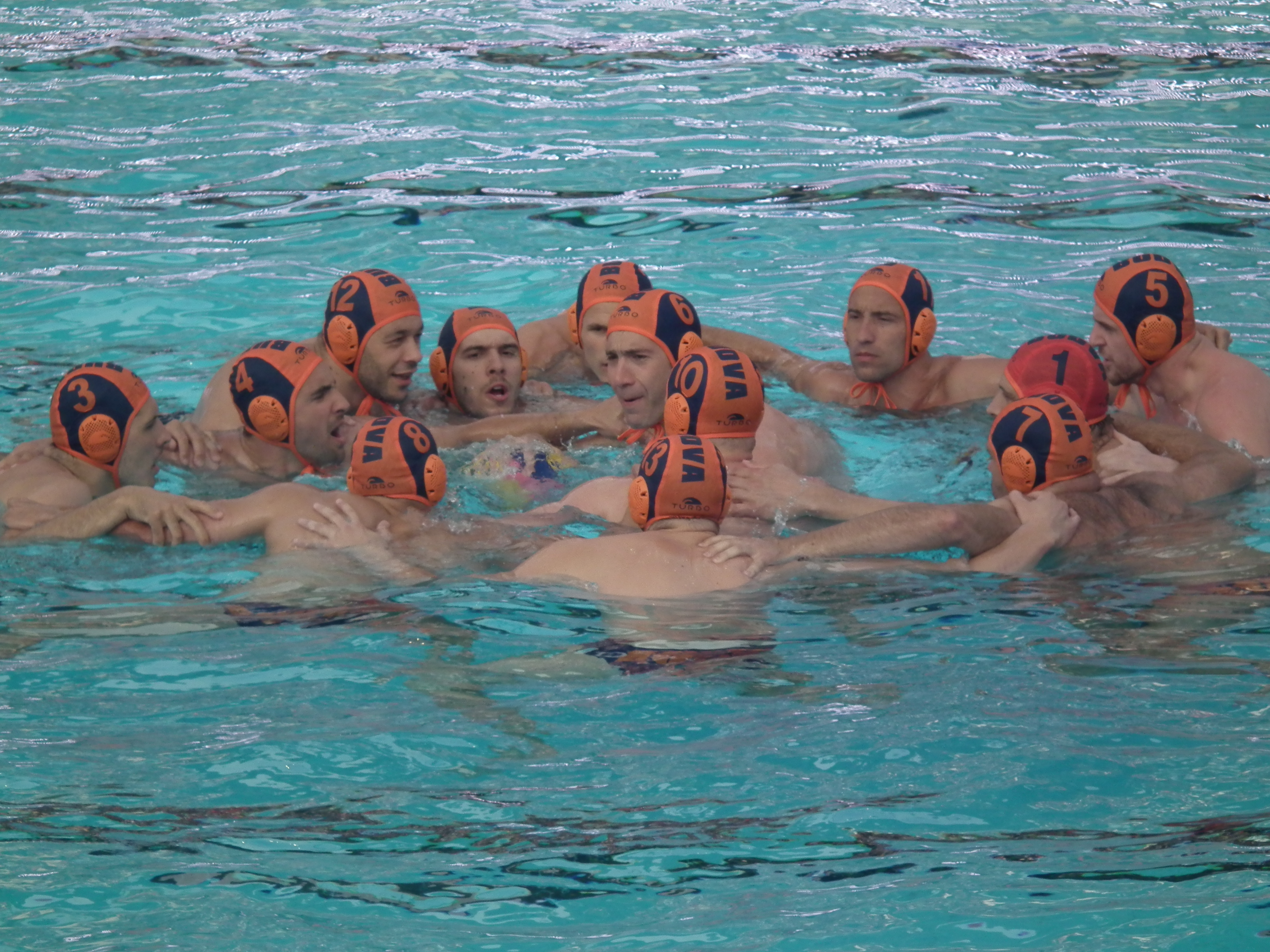
Le cri du Vaterpolo klub Budva avant la finale pour la troisième place.

Le Vaterpolo klub Budva est la section water-polo d'un club omnisports monténégrin de Budva.

## Historique
Club de football créé en 1930, le Mogren accueille une section water-polo après la Seconde Guerre mondiale. Elle change de nom avec le reste du club : Mogren, puis Budva, Budvanska Rivijera en 1992 et, depuis 2009, Budva pour pouvoir accoler le nom du principal sponsor.
Toujours présent dans les premières divisions monténégrine et fédérale yougoslave, il remporte le championnat de Serbie-et-Monténégro en 1995.
Après l'indépendance du Monténégro, il gagne la coupe nationale en décembre 2008. Deuxième des deux premiers championnats et quatrième en 2008-2009, le VK Budva participe à la Ligue adriatique. Il remporte son premier titre de champion en 2011.

## Palmarès water-polo masculin
- 1 titre de champion de Serbie-et-Monténégro : 1995[3].
- 1 titre de champion du Monténégro : 2011[2].
- 2 coupe du Monténégro : 2008[4] et 2010[5].